# Ivan Edeshko
Ivan Ivanovitch Edeshko (en russe : Иван Иванович Едешко ; né le 25 mars 1945 à Stetski, dans le Voblast de Hrodna, dans la République socialiste soviétique de Biélorussie), est un ancien joueur soviétique de basket-ball, évoluant au poste d'ailier. 

## Carrière

### Palmarès
- Champion olympique 1972
- Médaille de bronze aux Jeux olympiques 1976
- Champion du monde 1974
- Finaliste du championnat du monde 1978
- Champion d'Europe 1971
- Médaille de bronze au championnat d'Europe 1973
- Médaille d'argent au championnat d'Europe 1975
- Champion d'Europe 1979